# Doravirina
La doravirina, es vendida bajo la marca Pifeltro, y es un medicamento utilizado para tratar el VIH/SIDA .  Este medicamento se toma junto con otros medicamentos contra el VIH .  Se toma por vía oral, generalmente una vez al día. 
Los efectos secundarios de este medicamento incluyen náuseas, mareos, dolor de cabeza, cansancio, diarrea y sueños anormales;  otros efectos secundarios pueden incluir el síndrome de reconstitución inmune .  La seguridad durante el embarazo de este medicamento no está claro.  Es un inhibidor de la transcriptasa inversa no nucleósido . 
Este medicamento fue aprobada para uso médico en los Estados Unidos y Europa en el 2018.  En el Reino Unido, un mes de medicación le cuesta al NHS alrededor de  470 libras esterlinas en el 2021.  Esta cantidad en Estados Unidos ronda los 1.500 dólares estadounidenses.  También está disponible como combinación doravirina/lamivudina/tenofovir . 